# Dresserus nasivulvus
Dresserus nasivulvus är en spindelart som beskrevs av Embrik Strand 1907. Dresserus nasivulvus ingår i släktet Dresserus och familjen sammetsspindlar. Inga underarter finns listade i Catalogue of Life.